# 曲莹璞
曲莹璞(1965年-)，男，汉族，河南唐河人，高级编辑，获得上海外国语学院英语文学学士（1985届）和国际新闻学士学位（1987届）、哈佛大学公共管理硕士（MPA）学位，享受国务院特殊津贴（2000年起）。现任中国日报社社长兼总编辑。

## 简历
1987年加入中国日报社，历任经济新闻部副主任、总编室主任、总编辑助理、编委会委员、中国日报香港版总编辑、中国日报社副总编辑。
2022年4月升任中国日报社社长兼总编辑。

## 头衔
- 2008年北京奥组委奥运火炬接力新闻发言人
- 中华全国新闻工作者协会第八届理事会常务理事